# Los Alegres de la Sierra
Los Alegres de la Sierra son una agrupación de música regional mexicana, creada en el año 1995 en el estado de Sinaloa, México, especializada en el estilo sierreño con acordeón. Los integrantes del grupo son los hermanos: Inocente Guerrero López, Manuel Guerrero López, Guillermo Guerrero López y Alberto Guerrero López, todos ellos originarios de San Blas, El Fuerte, Sinaloa, México. Han tenido varios temas populares entre el público, como: Suerte he tenido, El muchacho alegre, entre muchos otros. Pero sin duda, el que los dio a conocer a nivel nacional fue el tema: De rodillas te pido.
En 2023 Los Alegres De La Sierra firmaron con el sello discográfico Barron Music cuyo fundador es Iram Barrón Primera voz de la famosa agrupación Hijos De Barrón.
En agosto de este año lanzaron su sencillo titulado Atole Con El Dedo el cual a su primera semana llegó al Hot Song en México.

## Discografía
- Shaka's vs. Shaka's (2000)
- Corridos y Canciones (2000)
- Los Shakas de la Sierra (2000)
- Alegres Sentimientos (2002)
- De Corazón...Alegres (2003)
- Alegres Parrandas (2004)
- El Patrón de la Sierra (2004)
- 10 Años De Éxitos - 10th Anniversary (2005)
- Los Alegres de la Sierra (2005)
- 15 Súper Éxitos (2005)
- Duele el amor (2006)
- Juegos del Amor (2006)
- 20 Éxitos (2006)
- Los Corridos del 2006 (2006)
- 15 Éxitos (2007)
- Bajando de la Sierra (2007)
- Lágrimas en la Sierra (2007)
- Acústico" (2007)
- Paloma Querida" (2008)
- Llora Mi Corazón (2009)
- De Peda con la Banda" (2009)
- A Corazón Abierto" (2009)
- No Se Comparan (2009)
- Con Banda El Muchacho Alegre (2014)
- Paloma Querida (2014)
- Éxitazos del 2008 (2014)
- El Muchacho Alegre (2014)
- Los Alegrisimos (2014)
- Por Ti Doy la Vida (2014)
- Serie Consentidas (2014)
- ” Atole Con El Dedo “ (2023) 1 Lugar Hot Song Monitor Latino